# Kwon Alexander
Kwon Alexander (Oxford, 3 agosto 1994) è un giocatore di football americano statunitense che milita nel ruolo di linebacker per i Detroit Lions della National Football League (NFL).

## Carriera

### Tampa Bay Buccaneers
Dopo avere giocato all'università a football a LSU, Alexander fu scelto nel corso del quarto giro (124º assoluto) del Draft NFL 2015 dai Tampa Bay Buccaneers. Debuttò come professionista partendo come titolare nel primo turno contro i Tennessee Titans. Due settimane dopo mise a segno 10 tackle, un intercetto e due passaggi deviati contro gli Houston Texans, venendo premiato come rookie della settimana.
Il 1º novembre, il giorno successivo alla morte del fratello diciassettenne in una sparatoria, Alexander mise a segno 11 tackle, un intercetto e un fumble recuperato nella vittoria ai supplementari sugli Atlanta Falcons. Per questa prova fu eletto miglior difensore della NFC della settimana e per la seconda volta rookie della settimana. Il 22 novembre fu annunciato che Alexander sarebbe stato sospeso per quattro partite per uso di sostanze dopanti. La sua prima stagione si chiuse con 93 tackle, 3 sack, 2 intercetti e 2 fumble forzati in 12 partite, tutte come titolare. La Pro Football Writers Association lo inserì nella formazione ideale dei rookie.
Nella sua seconda stagione, Alexander si classificò al quarto posto nella NFL con 145 tackle, oltre a 3 sack e un intercetto nella gara della settimana 3 contro  i Los Angeles Rams che ritornò per 38 yard in touchdown. L'anno successivo fu convocato per il primo Pro Bowl in carriera in sostituzione dell'infortunato Bobby Wagner.

### San Francisco 49ers
Nel 2019 Alexeander firmò con i San Francisco 49ers. Il 2 febbraio 2020 scese in campo nel Super Bowl LIV in cui mise a segno un tackle ma i 49ers furono sconfitti per 31-20 dai Kansas City Chiefs.

### New Orleans Saints
Il 2 novembre 2020 Alexander fu scambiato con i New Orleans Saints per una scelta del Draft NFL 2021 e Kiko Alonso.

### New York Jets
Il 28 luglio 2022 Alexander firmò con i New York Jets.

### Pittsburgh Steelers
Il 30 luglio 2023 Alexander firmò un contratto annuale del valore di 1,31 milioni di dollari con i Pittsburgh Steelers. Nel nono turno mise a segno l'intercetto vincente su Will Levis dei Tennessee Titans nel finale che diede la vittoria agli Steelers per 20-16. La settimana successiva si ruppe il tendine d'Achille contro i Green Bay Packers, chiudendo la sua annata.

### Denver Broncos
Il 25 settembre 2024 Alexander firmò con la squadra di allenamento dei Denver Broncos.
In tre partite con i Broncos (due come titolare), Alexander mise a segno 8 placcaggi e forzò un fumble.

### Detroit Lions
Il 29 novembre 2024 Alexander firmò con i Detroit Lions.

## Palmarès

### Franchigia
- National Football Conference Championship: 1

San Francisco 49ers: 2019

### Individuale
- Convocazioni al Pro Bowl: 1

2017
- Difensore della NFC della settimana: 1

8ª del 2015
- Rookie della settimana: 2

3ª e 8ª del 2015
- PFWA All-Rookie Team - 2015